# Tillandsia retorta
Tillandsia retorta là một loài thực vật có hoa trong họ Bromeliaceae. Loài này được Griseb. ex Baker miêu tả khoa học đầu tiên năm 1879.